# Placówka Straży Celnej „Klimiec”

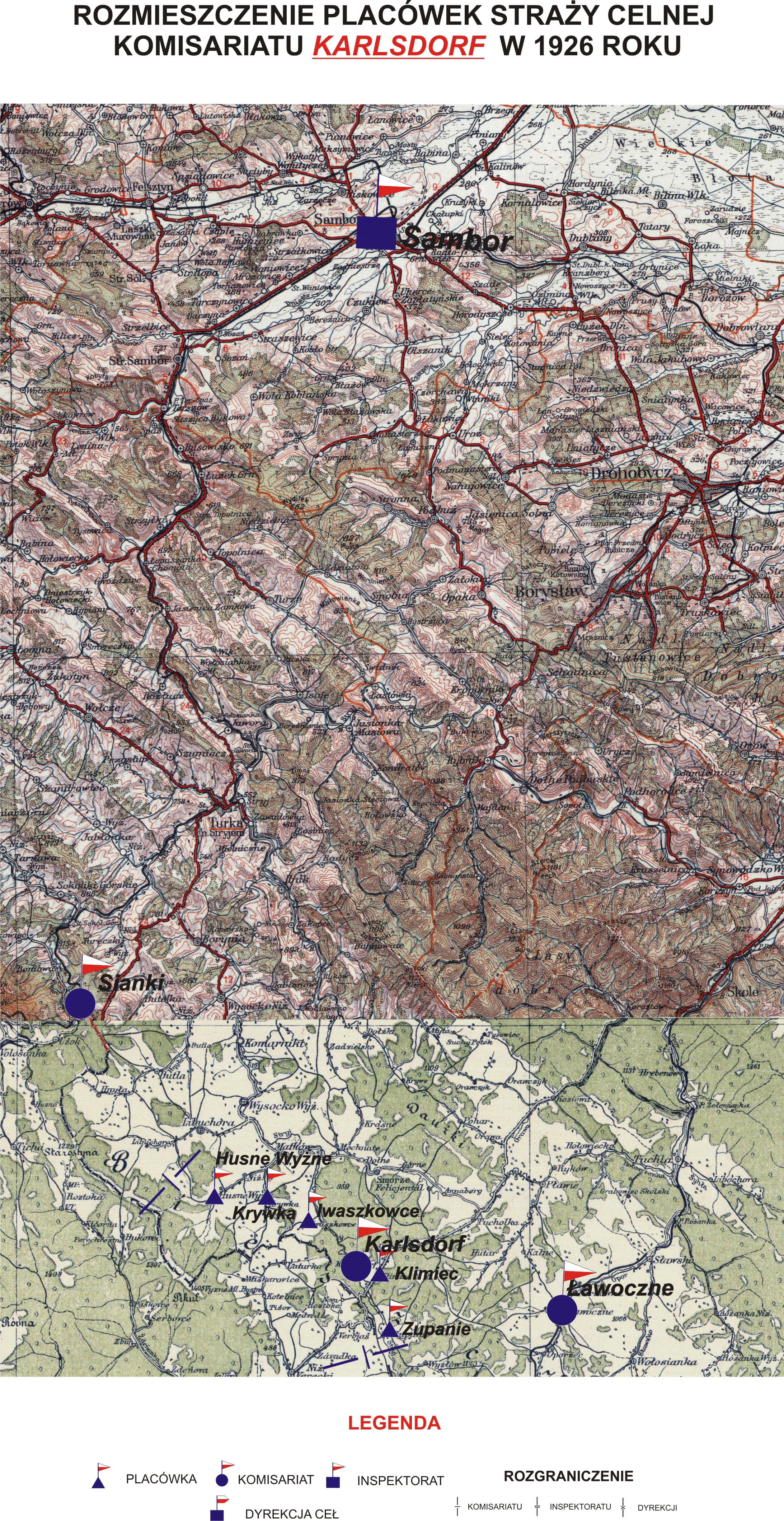
Rozmieszczenie placówek SC Komisariatu Karlsdorf w 1926 r.

Placówka Straży Celnej „Klimiec” – jednostka organizacyjna Straży Celnej pełniąca w okresie międzywojennym służbę ochronną na granicy polsko-czechosłowackiej.

## Formowanie i zmiany organizacyjne
Na wniosek Ministerstwa Skarbu, uchwałą z 10 marca 1920 roku, powołano do życia Straż Celną. Jednostki Straży Celnej rozpoczęły przejmowanie odcinków granicy od pododdziałów Batalionów Celnych. W 1921 roku w Świętosławiu stacjonował sztab 4 kompanii, a w Tucholce sztab 2 kompanii 12 batalionu celnego. Kompanie wystawiały między innymi placówkę w Klimcu. Proces tworzenia Straży Celnej trwał do końca 1922 roku. Placówka Straży Celnej „Klimiec” weszła w podporządkowanie komisariatu Straży Celnej „Karlsdorf” z Inspektoratu SC „Sambor”.
W drugiej połowie 1927 roku przystąpiono do gruntownej reorganizacji Straży Celnej. W praktyce skutkowało to rozwiązaniem tej formacji granicznej. Ochronę północnej, zachodniej i południowej granicy państwa przejęła powołana z dniem 2 kwietnia 1928 roku Straż Graniczna.
Rozkazem nr 5 z 16 maja 1928 roku w sprawie organizacji Małopolskiego Inspektoratu Okręgowego dowódca Straży Granicznej gen. bryg. Stefan Pasławski określił strukturę organizacyjną komisariatu SG „Sławsko”. 
Placówka Straży Granicznej I linii „Klimiec” znalazła się w jego strukturze.

## Funkcjonariusze placówki
Kierownicy placówki
| stopień          | imię i nazwisko, numer     | okres pełnienia służby | kolejne stanowisko |
| ---------------- | -------------------------- | ---------------------- | ------------------ |
| starszy strażnik | Franciszek Wieczorek (334) | był w 1926             |                    |

Obsada personalna placówki w 1926:
- starszy strażnik Franciszek Wieczorek (334)
- strażnik Stefan paliwoda (2022)
- strażnik Roman Bzik (2212)
- strażnik Aleksander Laskowski (938)
- strażnik Jan Pałczyński (2079)
- strażnik Tomasz Kuśnierz (1960)